# James Marson
Pour les articles homonymes, voir Marson (homonymie).
James Marson, né le 1er novembre 1926 à Villecresnes (Seine-et-Oise, actuel Val-de-Marne) et mort le 1er décembre 2017 à Nantes (Loire-Atlantique), est une personnalité politique française.
Membre du Parti communiste français, il est maire de La Courneuve de 1973 à 1996 et sénateur de la Seine-Saint-Denis de 1975 à 1986.

## Biographie

### Formation et carrière professionnelle
James Marson obtient un CAP d'ajusteur et un autre de dessinateur industriel. C'est dans cette spécialité qu'il est embauché à l'usine Rateau (actuellement Alstom) de La Courneuve, de 1946 à  1948, puis il est engagé à Babcock & Wilcox.

### Syndicalisme et politique
C'est à l'usine Rateau (entre 1946 et 1948) qu'il se syndique en adhérant à la Confédération générale du travail (CGT). Il commence à militer chez Babcock.
Fin 1950, il adhère au Parti communiste français (PCF). Membre actif du PCF, il dirige, de 1964 à 1969, les écoles fédérales du Parti en Seine nord-est (actuelle Seine-Saint-Denis) dont le but est de former des cadres pour le parti, avec des cours de philosophie, d'histoire, d'histoire du parti[réf. souhaitée].

### Carrière politique
En 1965, James Marson est élu conseiller municipal et premier adjoint à La Courneuve.
De 1969 à 1973, il consacre plus de temps à sa tâche d'élu comme premier adjoint.

#### 1973-1996, maire de La Courneuve près de vingt-trois ans
En janvier 1973, le maire de La Courneuve Jean Houdremont (de deux ans son aîné) meurt brutalement. En tant que premier adjoint, James Marson assure la responsabilité de maire par intérim. Une élection doit être organisée (au scrutin majoritaire, la liste ayant obtenu le plus de voix remporte tous les sièges) pour élire un nouveau conseiller municipal avant d'élire un nouveau maire.
Le 13 mars 1973, James Marson est élu maire de La Courneuve. Il doit alors notamment gérer les conflits liés à la désindustrialisation de la ville et participe à la mobilisation qui permet d'éviter le prolongement de l'autoroute A16 à travers la Seine-Saint-Denis et la Courneuve.

#### Liens avec Waldeck Rochet
Secrétaire de section et membre du Comité fédéral, James Marson était régulièrement en contact avec Waldeck Rochet (lui-même adhérent du Parti à La Courneuve, membre du Comité et chez Babcock), qu'il décrit comme quelqu'un d'exigeant et de rigoureux[réf. souhaitée].

#### Sénateur-maire de La Courneuve (de 1975 à 1986)
Suppléant de Jacques Duclos, il devient sénateur le 26 avril 1975, après la mort de celui-ci. Membre du Groupe communiste, il est réélu le 25 septembre 1977. Il est sénateur pendant onze ans. Il ne se représente pas au scrutin de 1986.
Il se mobilise pour les questions d'égalité des sexes étant notamment l'auteur de propositions de lois sur la protection des femmes victimes de violences, l’extension des allocations familiales dès le premier enfant, ou pour accélérer l’évolution vers l’égalité des sexes à travers les manuels scolaires.

### Mort
James Marson meurt à l'âge de 91 ans le 1er décembre 2017, à Nantes.